# Тригаллийпентаниобий
Тригаллийпентаниобий — бинарное неорганическое соединение
ниобия и галлия
с формулой Nb5Ga3,
кристаллы.

## Получение
- Спекание стехиометрических количеств чистых веществ:

{\displaystyle {\mathsf {5Nb+3Ga\ {\xrightarrow {1950^{o}C}}\ Nb_{5}Ga_{3}}}}

## Физические свойства
Тригаллийпентаниобий образует кристаллы
тетрагональной сингонии,
пространственная группа I 4/mcm.
параметры ячейки a = 1,0306 нм, c = 0,5070 нм, Z = 4,
структура типа трисилицида пентавольфрама W5Si3
.
Соединение конгруэнтно плавится при температуре 1950 °С.
При температуре 1,35 К переходит в сверхпроводящее состояние.